# Come Marilyn
Come Marilyn è un singolo della cantante italiana Federica Carta, pubblicato il 21 aprile 2023.

## Descrizione
Il brano è stato scritto e composto dalla stessa cantante assieme a Alessandro La Cava e Francesco Catitti, quest'ultimo anche produttore del brano. In un'intervista rilasciata a Sky TG24, Federica Carta ha raccontato il significato del brano:
(Federica Carta)

## Promozione
La cantante ha aperto un profilo sulla piattaforma su abbonamento OnlyFans in cui ha reso disponibile il video del brano ed altri contenuti ad esso correlati. Successivamente la cantante ha raccontato che i proventi derivanti dagli abbonati saranno devoluti all’ospedale ospedale San Raffaele Turro di Milano. In un'intervista rilasciata a Vanity Fair la cantante ha spiegato la scelta di iscriversi al sito e di devolvere i guadagni alla struttura:
(Federica Carta)

## Tracce
Testi di Alessandro La Cava, Federica Carta, Francesco Catitti, musiche di Francesco "Katoo" Catitti.
1. Come Marilyn – 2:58